# یواس‌اس کوینباگ (۱۸۶۶)
یواس‌اس کوینباگ (۱۸۶۶) (به انگلیسی: USS Quinnebaug (1866)) یک کشتی بود که طول آن ۲۱۶ فوت (۶۶ متر) بود. این کشتی در سال ۱۸۶۶ ساخته شد.